# مارسل رایش-رانیسکی
مارسل رایش رانیسکی (به آلمانی: Marcel Reich-Ranicki) (زاده ۱۹۲۰ - درگذشته ۲۰۱۳) منتقد ادبی آلمانی لهستانی الاصل بود که برنده جایزه ادبی گوته در سال ۲۰۰۲ شد.

## زندگی‌نامه
در روز ۲ ژوئن ۱۹۲۰ در غرب لهستان در نزدیکی مرز آلمان به دنیا آمد. رایش-رانیسکی در هنگام کودکی به همراه خانواده به برلین مهاجرت نمود. به دلیل یهودی بودن اجازه نیافت در دانشگاه تحصیل نماید. در پایان همان سال به همراه خانواده اش مجبور به ترک آلمان شد. در فوریه ۱۹۴۳ به همراه همسرش از گتو گریخت. از سال ۱۹۴۸ در کنسولگری لهستان در لندن شروع به فعالیت نمود. در سال ۱۹۵۸ وی به آلمان غربی مهاجرت کرد. از اوایل دهه ۱۹۷۰ منتقد، نویسنده و دبیر ادبی برخی نشریاتی همچون «دی تسایت» و روزنامه «فرانکفورتر الگماینه» بود.
وی روز چهارشنبه ۱۸ سپتامبر ۲۰۱۳ در ۹۳ سالگی در فرانکفورت درگذشت.